# محمد أمين الكواز
محمد أمين الكواز العباسي الهاشمي القرشي، وهو الشيخ محمد أمين باش اعيان بن عبد الله ضياء الكواز، مؤلف وأديب وفقيه ومؤلف مسرحيات عراقي، ولد في مدينة البصرة عام 1878م وأهتم والدهُ عبد الله ضياء باش أعيان بتعليمه وخصص لهُ معلماً للغة العربية والعلوم الشرعية، ثم ألتحق بعد ذلك في مدارس الدولة العثمانية، فنبغ في دراسته وتخرج منها بدرجة تفوق عالية، وكان حبهُ لطلب العلم والثقافة قد مكنهُ من كثرة الأطلاع والمعرفة، وسمي بمحمد أمين نسبة إلى جدهِ الذي إليه يعود تسمية جامع الكواز في البصرة وهو من مساجد العراق التاريخية، ويقع في منطقة المشراق في مدينة البصرة، ويقال أنه من أقدم مساجد البصرة، وأسسهُ وبناهُ الشيخ ساري بن الشيخ (حسن الظاعن) العباسي، في عام 920 هـ/1514م، وعندما توفي الشيخ محمد أمين الكواز دفن في الساحة خلف الجامع، وجددت القبة التي على الضريح، وكان متولي الجامع من أسرة آل باش أعيان، وكان للجامع مجلس ينزل فيهِ للمبيت الضيوف والغرباء والفقراء.

## أسرته
كان آل باش أعيان العباسي من عوائل البصرة القديمة التي سكنت المدينة منذ بداية تأسيسها، ويرجع سكن هذه الأسرة إلى بداية القرن الخامس عشر وذلك في عام 1407م عندما جاء الشيخ عبد السلام الأول ابن الشيخ ساري العباسي للسكن فيها، وقد حملت هذه الأسرة لقب العباسي نظرا لانتسابها إلى العباس بن عبد المطلب عم النبي محمد ﷺ، واتخذت من محلة المشراق في البصرة مستقراً لها، بعد ان اقتطعت جزءاً من هذه المحلة سكناً خاصاً لها والذي أطلق عليه فيما بعد بمحلة الكواز وقد جاءت هذه التسمية نسبة إلى الشيخ محمد امين الكواز، والذي سمى الجامع بأسمه ايضاً.
وكان الشيخ الكواز هو بمثابة معلم لأبناء هذه الأسرة، وهو من الصوفية ومن اتباع الطريقة الشاذلية ولقد توفي في البصرة عام 1545م، ودفن في جامع الكواز، واخذت محلة الكواز خصوصيتها بعد ان سكنها آل باش أعيان العباسي فقد احاطوها بسور فاصبحت تبدو وكأنها محلة مستقلة، وكان قد ذكرها الرحالة ينبور في رحلته إلى الطرق عام 1764م، اما لقب باش أعيان فقد أطلق هذا اللقب على أسرة آل عبد السلام بناءً على أمر السلطان العثماني أحمد خان الثالث في عام 1716م، ويقصد بهِ رئيس الأعيان في البصرة ومن مزايا هذا اللقب أن يكون باش أعيان البصرة عضواً دائماً في مجلس الولاية والمشاور لحاكمها، وأول من لقب باش أعيان البصرة هو الشيخ أنس ابن الشيخ درويش العباسي، وقد أهتم العديد من أبناء هذه الأسرة في طلب العلم فأسسوا مدارس دينية الحقت بجامع الكواز الذي بناه آل باش أعيان، أما أبناء هذه الأسرة فمنهم الشيخ عبد الواحد الكبير آل باش اعيان (1801 ـ 1851م) والذي رافق والي بغداد علي باشا اللاز في فتح البصرة والمحمرة عام 1837م، وكذلك الشيخ عبد الله ضياء باش أعيان وهو ابن الشيخ عبد الواحد باش أعيان الكبير، وقد درس على يد علماء عصره مثل الشيخ أحمد نور الانصاري، ولهُ مؤلفات عديدة منها رسالة عن تراجم أعيان البصرة وكذلك ألف كتاب صغير يدعى الفتوحات الكوازية إلى الأراضي الحجازية، كما كان الابن الأول للشيخ عبدالله ضياء الدين والمدعو عبد الواحد باش أعيان والذي ولد في البصرة عام 1865م مهتماً بالثقافة والأدب فقد ألف كتاباً ضخماً أسماه زبدة التواريخ، يقع في ثمانية عشر مجلداً وكذلك كتاب آخر يدعى النصرة في تاريخ البصرة، والذي يقع في مجلدين وهما عبارة عن مخطوطين بخط اليد في عدة أجزاء، وكان صالح باش أعيان هو النجل الثاني للشيخ عبد الله ضياء ولد عام 1873م في مدينة البصرة، ونال قسطاً من التعليم واكمل دراسته العليا في عاصمة الدولة العثمانية ثم انصرف بعد ذلك للعمل في دوائر ولاية البصرة، وكان الابن الثالث محمد أمين باش أعيان من الأسماء التي تميزت لدى الأسرة والذي ولد في عام 1878م.
ومن أسرتهِ العميد الركن محمد فتحي أمين الكواز، الذي كان ضابطاً في الجيش العراقي وقائد الفرقة المدرعة الثالثة أو كما كانت تسمى قوات صلاح الدين في حرب أكتوبر 1973.

## من أهم انجازاته
أسس محمد أمين باش أعيان مدرستين في محلتهِ محلة المشراق في البصرة كان أسم الأولى مدرسة نمونه ترقي، واسم الثانية مدرسة التهذيب، التي أفتتحت في عام 1910م، وكانت لهُ اسهامات ثقافية وسياسية منوعة في الصحف والمجلات، وقد أصدر محمد أمين صحيفة حملت أسم التهذيب، وذلك في حزيران عام 1909م، بالإضافة إلى كتاباته المنوعة في صحيفة التهذيب، وساهم في كتابة وتأليف المسرحيات والتي ما زال معظمها موجوداً في خزانة ومكتبة عائلة الكواز في البصرة.

## من مؤلفاته
- الشاب العصري والشيخ البصري. (مسرحية)

## وفاته
توفي محمد أمين في عقد الخمسينيات ودفن في مقبرة عائلته خلف جامع الكواز في البصرة.